# Salvador González Ramírez
Salvador González Ramírez (* 1832; † 1882) war von 21. November 1873 bis 1. Dezember 1873 Präsident von Costa Rica.
González Ramírez trat stellvertretend das Amt des Präsidenten gegenüber einer heftigen Opposition des Amtsinhabers Tomás Guardia Gutiérrez an. González erweckte den Eindruck, als hoffe er auf einen endgültigen Rückzug von Guardia von der Macht. Seine Vertretung dauerte weniger als zwei Wochen.